# Tempête tropicale Chantal (2007)
Pour les articles homonymes, voir Cyclone tropical Chantal.
La tempête tropicale Chantal est le 3e phénomène cyclonique de la saison 2007 pour le bassin de l'océan Atlantique. Sa durée très courte a néanmoins entraîné des dégâts au Canada. C'est la 5e utilisation du nom Chantal pour un cyclone tropical de l'Atlantique Nord.

## Évolution météorologique
Un système frontal s'est déplacé des côtes des Carolines le 21 juillet et dériva vers le sud et le sud-est tout en se transformant en creux barométrique. La zone nuageuse est devenue quasi stationnaire à quelques centaines de kilomètres à l’est des Bahamas le 26 juillet. Le 30 juillet à 12 h 0 UTC, les images satellitaires visibles ont montré qu’une la circulation s'était développée mais la convection était trop éloignée du centre pour la désigner comme un cyclone tropical.
Vers 0 h 0 UTC le 31 juillet, le système est devenu une dépression tropicale à environ 210 km au nord-nord-ouest des Bermudes et 450 km à l'est du Cap Hatteras, Caroline du Nord. Au cours des 6 à 12 heures qui ont suivi, la convection profonde près du centre progressa et des données du diffusomètre QuikSCAT suggèrent que le cyclone s'était transformé en tempête tropicale Chantal à 6 h 0 UTC le 31 juillet.
À 1 h le 1er août, une bande convective qui enveloppait le centre de la tempête faiblit et Chantal perdit ses caractéristiques tropicales. Le système transformé en un cyclone extratropical à 6 h 0 UTC le 1er août et a ensuite traversé l'est de la péninsule d'Avalon à Terre-Neuve entre 13 et 14 h UTC ce jour-là ce qui y donna de très fortes précipitations.
La dépression post-Chantal s’est intensifiée pour atteindre une force presque équivalente à un ouragan sur le nord-est sur l'Atlantique Nord tard le 1er août. Un certain affaiblissement et une diminution considérable de la vitesse de déplacement se sont produits le lendemain. Tard le 3 août, le système est passé à quelque 160 km au sud, puis au sud-est de l'Islande. Le 5 août, le reste extratropical de Chantal se fusionna à une autre dépression à plusieurs centaines de kilomètres à l'est de l'Islande et perdit son identité.

## Impacts

### Bermudes
La perturbation initiatrice de Chantal a commencé à toucher les Bermudes le 30 juillet, provoquant des orages épars. Le lendemain, plus de précipitations sont tombées du système qui est passé à l'ouest de l'île. Au cours de la période de deux jours, les accumulations furent de 53,8 mm à l'aéroport international des Bermudes, soit 35 % du total mensuel normal. Les vents maximaux signalés furent de 72 km/h. Seuls des dégâts mineurs furent rapportés.

### Terre-Neuve

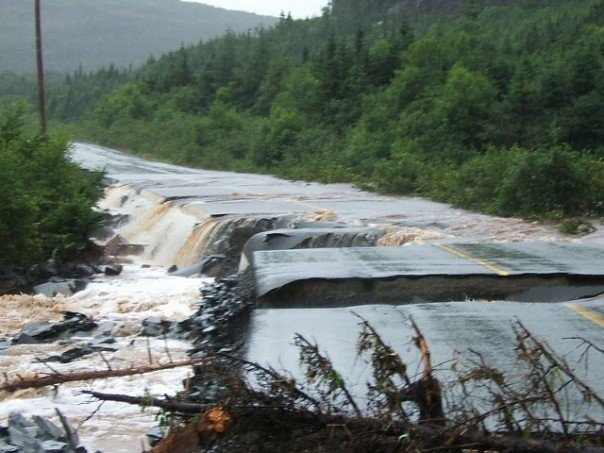
Débordement du ruisseau Rattling à Ship Harbour.

Avant de pénétrer dans les eaux canadiennes, Chantal s’est rapidement transformée en tempête tropicale puis post-tropicale avant de gagner la péninsule d'Avalon (Terre-Neuve). Le système a donné des vents de surface d’une vitesse maximale 111 km/h) à plus de 300 km à l’est de la trajectoire de la tempête. Dans les terres, les vents les plus forts ont été enregistrés en rafales de 69 km/h) au cap Race. Des données non officielles de 88 km/h) furent notées au cap Pine.
Des pluies torrentielles de plus de 100 mm sont tombées sur la péninsule d'Avalon et la péninsule de Burin. L'accumulation maximale enregistrée fut de 200,4 mm à Argentia et les plus intenses sur une heure furent de 43 mm dans l’ouest de Saint-Jean de Terre-Neuve et de 49 mm à Mount Pearl. De nombreux records furent ainsi battus. Plusieurs effondrements de ponts et de routes furent signalés le matin du 1er août et des milliers de maisons ont été touchées par les inondations.
Dix collectivités se sont retrouvées isolées et l’état d’urgence fut déclaré. Ainsi à Ship Harbour, les citoyens furent isolés pendant 5 jours jusqu'à la construction d'une route temporaire. À Spaniard's Bay, un pont s'est enfoncé d'environ 50 cm et un pont temporaire dut être construit avant son remplacement permanent à l'été 2008,. Les dommages assurés dans l'ensemble de la zone ont totalisé 24,3 millions $CAN en 2007.